# Liste des sportifs ayant participé aux Jeux olympiques d'été et d'hiver
Cette page propose une liste des sportifs ayant participé aux Jeux olympiques d'été et d'hiver.

## Listes des sportifs
- Eddy Alvarez, patineur de vitesse et baseballeur (hiver 2014 ; été 2020)
- Bryan Barnett, athlète et bobeur (été 2008 ; hiver 2014)
- Jan Bos, patineur de vitesse et cycliste (hiver 1998, 2002, 2006 ; été 2004)
- Igor Boraska, rameur et bobeur (été 1996, 2000, 2004 ; hiver 2002)
- Bob Boucher (en), cycliste et patineur de vitesse, (été 1968 ; hiver 1968)
- Colin Campbell (en), athlète et bobeuse (été 1968, 1972 ; hiver 1976)
- Willie Davenport, athlète et bobeur (été 1964, 1968, 1972, 1976 ; hiver 1976)
- Edward Eagan, boxeur et bobeur (été 1920, 1924 ; hiver 1932)
- John Foster (en), skipper et bobeur (été 1972, 1976, 1984, 1988, 1992 ; hiver 1988)
- Gillis Grafström, patineur artistique et athlète (été 1920 ; hiver 1924, 1928, 1932)
- Johann Baptist Gudenus (en), athlète et bobeur (été 1936 ; hiver 1932, 1936)
- Seiko Hashimoto, patineuse de vitesse et cycliste (hiver 1984, 1988, 1992, 1994 ; été 1988, 1992, 1996)
- Susan Holloway, fondeuse et kayakiste (hiver 1976 ; été 1976, 1984)
- Max Houben, athlète et bobeur (été 1920 ; hiver 1928)
- Edy Hubacher, athlète et bobeur (été 1968 ; hiver 1972)
- Clara Hughes, cycliste et patineuse de vitesse (été 1996, 2000, 2012 ; hiver 2002, 2006, 2010)
- Mateus Facho Inocêncio, athlète et bobeur (été 2004 ; hiver 2002)
- Lolo Jones, athlète et bobeuse (été 2008, 2012 ; hiver 2014)
- Fernando Labourdette-Liaresq, athlète (été 1928)
- Christa Luding, patineuse de vitesse et cycliste (hiver 1984, 1988, 1992 ; été 1988)
- Tamás Margl, sauteur en longueur et bobeur (été 2004; hiver 2006)
- Hanna Mariën, athlète et bobeuse (été 2008 ; hiver 2014)
- Terry McHugh (en), athlète et bobeur (été 1988, 1992, 1996, 2000 ; hiver 1998, 2002)
- Kateřina Neumannová, fondeuse et cycliste (hiver 1992, 1994, 1998, 2002, 2006 ; été 1996)
- André Poplimont, hockeyeur et escrimeur (hiver 1924 ; été 1932)
- Evgenia Radanova, patineuse de vitesse et cycliste (hiver 2002, 2010 ; été 2004)
- Jana Rawlinson, athlète et bobeuse (été 2004 ; hiver 2014)
- Karl Schäfer, patineur artistique et nageur (hiver 1928, 1932, 1936 ; été 1928)
- Charles Stoffel, cavalier et bobeur (été 1924, 1928 ; hiver 1924, 1928)
- Jeroen Straathof, cycliste et patineur de vitesse (été 2004 ; hiver 1994)
- Pita Taufatofua, taekwondoïste et fondeur (été 2016 ; hiver 2018 ; été 2020)[1]
- Jacob Tullin Thams, sauteur à ski et skipper (hiver 1924, 1928 ; été 1936)
- Arnold Uhrlass (en), patineur de vitesse et cycliste (hiver 1960 ; été 1964)
- Aleksandar Milenković (en), biathlète, skieur de fond et cycliste (hiver 1992, 2006 ; été 1992)
- Torsten Voss, athlète et bobeur (été 1988 ; hiver 1998)
- Sophie Villeneuve, skieuse de fond et cycliste (hiver 1992, 1994, 1998 ; été 2000[1])
- Dejan Vojnović, athlète et bobeur (été 2000 ; hiver 2006)
- Lauryn Williams, athlète et bobeuse (été 2004, 2008, 2012 ; hiver 2014)

## Médaillés aux Jeux d'été et d'hiver
Parmi les sportifs de la liste précédente, seuls sept ont réussi à gagner au moins une médaille aux Jeux olympiques d’été et une autre aux Jeux olympiques d’hiver, :
| Athlète                     | JO d'été                                                                  | JO d'été                   | JO d'hiver | JO d'hiver                                   |
| Athlète                     | Médaille(s)                                                               | Discipline                 | Médaille(s) | Discipline                                   |
| --------------------------- | ------------------------------------------------------------------------- | -------------------------- | --- | -------------------------------------------- |
| Gillis Grafström            | Médaille d'or, Jeux olympiques                                            | Patinage artistique (1920) | Médaille d'or, Jeux olympiques · Médaille d'or, Jeux olympiques · Médaille d'argent, Jeux olympiques                                            | Patinage artistique (1924, 1928, 1932)       |
| Edward Eagan                | Médaille d'or, Jeux olympiques                                            | Boxe (1920)                | Médaille d'or, Jeux olympiques | Bobsleigh (1932)                             |
| Jacob Tullin Thams          | Médaille d'or, Jeux olympiques                                            | Voile (1936)               | Médaille d'argent, Jeux olympiques | Saut à ski (1924)                            |
| Christa Luding-Rothenburger | Médaille d'argent, Jeux olympiques                                        | Cyclisme (1988)            | Médaille d'or, Jeux olympiques · Médaille d'or, Jeux olympiques · Médaille d'argent, Jeux olympiques · Médaille de bronze, Jeux olympiques      | Patinage de vitesse (1984, 1988, 1988, 1992) |
| Clara Hughes                | Médaille de bronze, Jeux olympiques · Médaille de bronze, Jeux olympiques | Cyclisme (1996, 1996)      | Médaille d'or, Jeux olympiques · Médaille d'argent, Jeux olympiques · Médaille de bronze, Jeux olympiques · Médaille de bronze, Jeux olympiques | Patinage de vitesse (2006, 2006, 2002, 2010) |
| Lauryn Williams             | Médaille d'or, Jeux olympiques · Médaille d'argent, Jeux olympiques       | Athlétisme (2012, 2004)    | Médaille de bronze, Jeux olympiques | Bobsleigh (2014)                             |
| Eddy Alvarez                | Médaille d'argent, Jeux olympiques                                        | Baseball (2020)            | Médaille d'argent, Jeux olympiques | Patinage de vitesse sur piste courte (2014)  |